# Tortula tenuirostris
Tortula tenuirostris là một loài rêu trong họ Pottiaceae. Loài này được (Hook. & Taylor) Mitt. mô tả khoa học đầu tiên năm 1869.